# 何淑仪 (南朝陳宣帝)
何淑仪，何姓，真名失傳（？－？），南北朝末年人，出身貧寒，原是吴地一家小酒馆的女侍，南朝陳宣帝陳頊的妃子，封淑仪。生长沙王陈叔坚、宜都王陈叔明。

## 生平
出身貧寒，但卻长得貌美无比。有人曾对她说：“你虽然目前贫贱，但日后一定会生贵子，望你多多保重。”何氏听到这话只是冷淡地一笑说：“唉，别拿我开心了。”长大后，她成了酒馆的婢女。无数的浪子醉客都喜欢用话语挑逗她，她也只好忍气吞声。后来，常来酒馆喝酒的陈顼看中了她，而有了私情，于是将她纳为妾室。后生下陈顼的第四子陈叔坚。
陈宣帝太建元年（己丑，公元569年）正月，陈顼即位，是为陈宣帝，何氏被封为淑妃，她的儿子陈叔坚被封为长沙王。这时她才相信那些人所说之言。
陈宣帝太建十四年（壬寅，公元582年）正月初五，宣帝陈顼患病，长沙王陈叔坚同太子陈叔宝、始兴王陈叔陵一同入宫侍疾。但陈叔陵心怀不轨，对掌管药品的官吏下令说：“切药草的刀太钝了，应该磨一磨。”初十，陈孝宣帝去世。仓促之际，陈叔陵命令左右随从到宫外取剑，随从因没有明白他的用意，取来他朝服上作为装饰用的木剑进呈，陈叔陵见此大怒。陈叔坚在一旁，看到陈叔陵的反常行径，怀疑将有变故，于是暗中监视陈叔陵的举动。十一日，陈孝宣帝遗体入殓，太子陈叔宝俯伏痛哭。陈叔陵乘机抽出切药刀向太子砍去，陈叔宝昏倒在地；陈叔宝的生母柳皇后赶来救护，也被陈叔陵砍了数下。陈叔宝的奶妈吴氏从后面扯住陈叔陵的胳膊，陈叔宝才得以爬起；陈叔陵又抓住陈叔宝的衣服，陈叔宝奋力争脱，才得逃脱。陈叔坚扑上去用手扼住陈叔陵的脖子，夺去他手中的刀，然后把他拖到一根柱子旁，用他的衣袖将他捆在柱子上。就在陈叔坚去请示陈叔宝如何处置陈叔陵时，陈叔陵奋力挣脱衣袖逃回府去。但他自知大势已去，回到府内，将妃子张氏和宠妾7人沉入井中溺死，然后率领步、骑数百人从小航渡过秦淮河，想要逃往新林，再乘船投奔隋朝。走到白杨路，遭到政府军队截击。陈叔陵被杀死。事后，朝廷将陈叔陵的儿子全部赐死。后来，陈叔宝由于受伤，不能处理政事，朝廷的大小政事都由长沙王陈叔坚裁决处理，陈叔坚因此权倾朝廷。变得骄横的陈叔坚，受到陈后主的猜忌。都官尚书山阴人孔范与中书舍人施文庆都厌恶陈叔坚，并且受到陈后主的宠信，所以他们朝夕找寻陈叔坚的过失，然后向陈后主进谗陷害他。于是陈后主就让陈叔坚以骠骑将军的称号，保留尚书、中书、门下三省长官的待遇，出任江州刺史，后又被任命祠部尚书江总为吏部尚书。史册再没有何淑妃的记载。